# Награда Љубомир П. Ненадовић
Награда Љубомир П. Ненадовић додељује се за најбољу књигу путописа објављену на српском језику.
Награду је установила Матична библиотека Љубомир Ненадовић у Ваљеву, а додељује се у оквиру манифестације Љубини дани. Награду додељује стручни жири, који чине универзитетски професори, књижевници и књижевни критичари. Уручење награде првобитно је било приређивано 13. децембра, на дан библиотеке, а од 2016. на дан рођења Љубомира Ненадовића, 14. септембра у Бранковини. Награда се састоји од плакете и новчаног износа.

## Добитници
| Година | Добитник               | Дело                                          | Реф.  |
| ------ | ---------------------- | --------------------------------------------- | ----- |
| 2014.  | Милисав Савић          | Долина српских краљева                        | [ 1 ] |
| 2015.  | Радмила Гикић Петровић | Кореја пост скриптум                          | [ 1 ] |
| 2016.  | Љубомир Симовић        | До Оба и Хуангпуа                             | [ 2 ] |
| 2017.  | Ласло Блашковић        | Гле!: бедекер једног лакомисленог Канта       | [ 3 ] |
| 2018.  | Стеван Тонтић          | Та мјеста                                     | [ 4 ] |
| 2019.  | Александар Б. Лаковић  | Хиландар и Света Гора: између мита и историје | [ 5 ] |
| 2020.  | Никола Поповић         | Скице за пловидбу                             | [ 6 ] |
| 2021.  | Миро Вуксановић        | Бројчаник, путописни дневници                 | [ 7 ] |
| 2022.  | Сања Домазет           | На кафи код Шекспира                          | [ 8 ] |
| 2023.  | Бранко Анђић           | На мапи утопије                               | [ 9 ] |